# Tatoeba
Tatoeba ist eine kostenlose Sammlung von Beispielsätzen und Übersetzungen, die sich an Fremdsprachenlerner richtet. Sie ist in mehr als 400 Sprachen verfügbar. Der Name stammt von dem japanischen Ausdruck „tatoeba“ (例えば), was „zum Beispiel“ bedeutet. Es wird von einer Gemeinschaft von Freiwilligen im Rahmen eines Modells der offenen Zusammenarbeit geschrieben und gepflegt. Das Projekt wird von der Association Tatoeba betrieben, einer französischen Non-Profit-Organisation, die sich durch Spenden finanziert.
Tatoeba besteht aus einem großen Bestand exemplarischer Sätze, die in nahezu alle vorhandenen Sprachen übersetzt sind. Es funktioniert als vielsprachiges Übersetzungs-Wörterbuch, in dem man nicht die Übersetzung eines Wortes findet, sondern vollständige Sätze in authentischer Landessprache, in denen das gesuchte Wort vorkommt. Jeder registrierte Anwender kann hierbei sowohl Sätze hinzufügen als auch Sätze übersetzen. Der Textkorpus ist nicht fehlerfrei. So kann jeder Anwender Sätze in jeder Sprache übersetzen, ganz gleich, ob er die Sprache beherrscht oder nicht. Die Satzeinträge werden nach und nach durch Tondateien ergänzt.
Die Textsammlung von Tatoeba basiert auf dem Korpus Tanaka, einer großen Sammlung von parallelen Sätzen in Japanisch und Englisch. Seit 2006 wurden unter Leitung von Trang Ho viele andere Sprachen hinzugefügt.

## Struktur

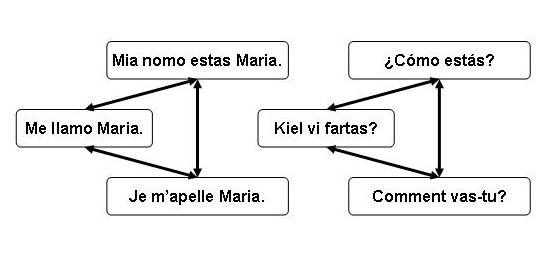
Grafische Struktur Jeder Knoten repräsentiert einen Satz, jeder Pfeil repräsentiert die Verbindung zwischen zwei Sätzen. Wenn zwei Sätze direkt verbunden sind, haben sie die gleiche Bedeutung.

Die Sätzesammlung ist wie ein Graph mit Knoten und Pfeilen strukturiert: Jeder Knoten repräsentiert einen Satz, und jeder Pfeil repräsentiert die Verbindung zwischen zwei Sätzen. Wenn zwei Sätze direkt verbunden sind, haben sie die gleiche Bedeutung.

## Netzwerk
Das Netzwerk bietet eine Reihe von Möglichkeiten, Sätze zu suchen und zu bearbeiten. Jeder angemeldete Nutzer kann neue Sätze hinzufügen, übersetzen, kommentieren, mit Stichworten versehen und wenn nötig nachträglich bearbeiten. Die Beispielsätze werden in allen jeweils verfügbaren Sprachen untereinander angeordnet dargestellt.

## Sponsoren
Tatoeba erhielt im Dezember 2010 ein Stipendium von Mozilla Drumbeat.
Einige Arbeiten an der Tatoeba-Infrastruktur wurden vom Google Summer of Code, 2014, gefördert.
Im Mai 2018 erhielt das Projekt einen Zuschuss von 25.000 US-Dollar durch das Mozilla Open Source Support (MOSS) Programm.
Im August 2019 erhielt das Projekt einen Zuschuss von 15.000 US-Dollar durch das Mozilla Open Source Support (MOSS) Programm.

## Statistik
Mit Stand Dezember 2023 waren 416 Sprachen in über 11,7 Mio. Sätzen vertreten. Deutsch belegte Rang acht mit über 640,000 Sätzen.

## Offline Verwendung
Tatoeba stellt tabulatorisch getrennte Datensätze, die zum Import in Anki und ähnliche Software verwendet werden können, zur Verfügung.